# Alejandro Gómez (voetballer)
Alejandro Darío Gómez (Buenos Aires, 15 februari 1988) – alias Papu – is een Argentijns voetballer die doorgaans als aanvaller speelt. Hij tekende medio 2023 een contract tot medio 2024 bij AC Monza, dat hem overnam van Sevilla. Gómez debuteerde in 2017 in het Argentijns voetbalelftal, waarmee hij in 2022 wereldkampioen werd.

## Clubcarrière

### Argentinië
Gómez werd geboren in de Argentijnse hoofdstad Buenos Aires. Hij begon in de jeugd te voetballen bij Arsenal de Sarandí. Daar brak hij in 2005 door tot het eerste elftal. Drieënhalf seizoen speelde Gómez voor Arsenal in de Argentijnse Primera Division. Halverwege het seizoen 2008/09 maakte hij een binnenlandse transfer naar San Lorenzo, dat 1.550.000 euro voor hem neerlegde. Daar speelde hij anderhalf jaar. Daarna genoot hij de interesse van Europese scouts.

### Catania
In 2010 maakte hij de overstap naar het Italiaanse Catania. San Lorenzo kreeg 2.500.000 euro voor Gómez. Gómez debuteerde op 12 september 2010 voor Catania door Mariano Izco te vervangen in de wedstrijd tegen Parma in de Serie A (2–1 winst) en scoorde op 17 oktober 2010 voor het eerst voor Catania. Hij maakte toen de gelijkmaker in de competitiewedstrijd tegen SSC Napoli, dat in een 1–1 gelijkspel eindigde. In drie seizoenen voor de Siciliaanse club maakte de Argentijn in 111 duels achttien doelpunten en leverde hij zeventien assists.

### Metalist Charkov
Ondanks interesse van onder meer Atlético Madrid, Internazionale en Fiorentina vertrok Gómez in 2013 voor 7.000.000 euro naar het Oekraïense Metalist Charkov, dat dat seizoen instroomde in de voorrondes van de Champions League. Door matchfixing werd Metalist Charkov echter uit het toernooi gezet. Gómez speelde zijn eerste wedstrijd voor Metalist Charkov op 10 augustus 2013. Op die dag werd er met 4–0 gewonnen van Volyn Loetsk. Op 26 oktober 2013 was Gómez voor het eerst trefzeker voor Metalist Charkov. Hij maakte het openingsdoelpunt in een 2–1 overwinning tegen Karpaty Lviv. In de winter eiste Gómez, vanwege de vijandige politieke sfeer in Oekraïne alweer een transfer naar Italië, maar dat werd niet gehonoreerd. Na de zomerstop weigerde Gómez terug te keren naar Metalist Charkov, waardoor de club zich gedwongen voelde hem te laten gaan. Door de politieke problemen nam het aantal buitenlandse spelers in de Oekraïense competitie in twee jaar terug van 170 tot 60. Dat seizoen kwam hij tot 24 wedstrijden, vier goals en zes goals.

### Atalanta Bergamo
Voor 4.470.000 miljoen euro verloste Atalanta Bergamo Gómez van zijn uitzichtloze situatie in Oekraïne, als opvolger van de naar AC Milan vertrokken Giacomo Bonaventura. Het eerste seizoen ontliep Atalanta op drie punten degradatie. Het seizoen erop was Gómez bepalender in goals en assists en eindigde Atalanta dertiende. In het seizoen 2016/17 was Atalanta Bergamo de verrassing van het seizoen. Met Gómez als topschutter (zestien goals) eindigde Atalanta vierde, wat Europa League-voetbal afdwong. In de voorbereiding op het volgende seizoen volgde Gómez Cristian Raimondi op als aanvoerder van de club.
Ook de seizoenen erop bleef Atalanta verrassend meedoen in de bovenste regionen. Atalanta bereikte in het seizoen 2018/19 de finale van de Coppa Italia, die met 0–2 werd verloren van SS Lazio, en eindigde dat seizoen derde in de Serie A, waardoor de club voor het eerst in de historie mocht opdraven in de Champions League. Daar kwam Atalanta in 2019/20 tot de kwartfinales. Op 12 augustus was Paris Saint-Germain te sterk, hoewel Atalanta tot in de 89ste minuut nog met 1–0 voorstond door een goal van Mario Pasalic. Marquinhos en Eric Maxim Choupo-Moting schoten de Champions League-dromen van Atalanta echter in blessuretijd aan gort. Wel kwalificeerde Atalanta zich dat seizoen opnieuw voor de Champions League, door opnieuw derde te worden, met slechts vijf punten achterstand op kampioen Juventus. Bovendien scoorde Atalanta dat seizoen liefst 98 doelpunten in de Serie A, een record in de clubgeschiedenis. Gómez leverde bovendien in twee seizoenen op rij de meeste assists af in de Serie A (twaalf in 18/19 en zestien in 19/20). Bovendien werd Gómez in 2019/20 verkozen tot de beste middenvelder van de Serie A. In december 2020 ontstond er een ruzie tussen Gómez en trainer Gian Piero Gasperini en kreeg Gómez weinig speeltijd meer, waarna hij wilde vertrekken.

### Sevilla FC
Op 23 januari 2021 werd bekendgemaakt dat Gómez een contract tot medio 2024 tekende bij Sevilla FC, dat circa 5,5 miljoen euro voor hem betaalde aan Atalanta Bergamo.

## Clubstatistieken
| Seizoen         | Club                   | Competitie       | Competitie | Competitie | Beker | Beker | Internationaal | Internationaal | Totaal | Totaal |
| Seizoen         | Club                   | Competitie       | Wed.       | Dlp.       | Wed.  | Dlp.  | Wed.           | Dlp.           | Wed.   | Dlp.   |
| --------------- | ---------------------- | ---------------- | ---------- | ---------- | ----- | ----- | -------------- | -------------- | ------ | ------ |
| 2005/06         | Arsenal de Sarandí     | Primera División | 5          | 0          | —     | —     | —              | —              | 5      | 0      |
| 2006/07         | Arsenal de Sarandí     | Primera División | 22         | 2          | —     | —     | 8              | 3              | 30     | 5      |
| 2007/08         | Arsenal de Sarandí     | Primera División | 32         | 2          | —     | —     | 14             | 1              | 46     | 3      |
| 2008/09         | Arsenal de Sarandí     | Primera División | 18         | 8          | —     | —     | —              | —              | 18     | 8      |
| Clubtotaal      | Clubtotaal             | Clubtotaal       | 77         | 12         | 0     | 0     | 22             | 4              | 99     | 16     |
| 2008/09         | San Lorenzo de Almagro | Primera División | 16         | 1          | —     | —     | 10             | 1              | 26     | 2      |
| 2009/10         | San Lorenzo de Almagro | Primera División | 31         | 6          | —     | —     | —              | —              | 31     | 6      |
| Clubtotaal      | Clubtotaal             | Clubtotaal       | 47         | 7          | 0     | 0     | 10             | 1              | 57     | 8      |
| 2010/11         | Catania                | Serie A          | 36         | 4          | 1     | 0     | —              | —              | 37     | 4      |
| 2011/12         | Catania                | Serie A          | 34         | 4          | 1     | 1     | —              | —              | 35     | 5      |
| 2012/13         | Catania                | Serie A          | 36         | 8          | 3     | 1     | —              | —              | 39     | 9      |
| Clubotaal       | Clubotaal              | Clubotaal        | 106        | 16         | 5     | 2     | 0              | 0              | 111    | 18     |
| 2013/14         | Metalist Charkov       | Premjer Liha     | 23         | 3          | 1     | 1     | 0              | 0              | 24     | 4      |
| Clubotaal       | Clubotaal              | Clubotaal        | 23         | 3          | 1     | 1     | 0              | 0              | 24     | 4      |
| 2014/15         | Atalanta Bergamo       | Serie A          | 24         | 3          | 1     | 0     | —              | —              | 25     | 3      |
| 2015/16         | Atalanta Bergamo       | Serie A          | 34         | 7          | 2     | 0     | —              | —              | 36     | 7      |
| 2016/17         | Atalanta Bergamo       | Serie A          | 37         | 16         | 2     | 0     | —              | —              | 39     | 16     |
| 2017/18         | Atalanta Bergamo       | Serie A          | 33         | 6          | 4     | 1     | 7              | 2              | 44     | 9      |
| 2018/19         | Atalanta Bergamo       | Serie A          | 35         | 7          | 5     | 2     | 6              | 2              | 46     | 11     |
| 2019/20         | Atalanta Bergamo       | Serie A          | 36         | 7          | 1     | 0     | 9              | 1              | 46     | 8      |
| 2020/21         | Atalanta Bergamo       | Serie A          | 10         | 4          | 0     | 0     | 6              | 1              | 16     | 5      |
| Clubtotaal      | Clubtotaal             | Clubtotaal       | 209        | 50         | 15    | 3     | 28             | 6              | 252    | 59     |
| 2020/21         | Sevilla FC             | Primera División | 0          | 0          | 0     | 0     | 0              | 0              | 0      | 0      |
| Clubtotaal      | Clubtotaal             | Clubtotaal       | 0          | 0          | 0     | 0     | 0              | 0              | 0      | 0      |
| Carrière totaal | Carrière totaal        | Carrière totaal  | 462        | 88         | 21    | 6     | 60             | 11             | 543    | 105    |

Bijgewerkt t/m 30 januari 2021

## Interlandcarrière

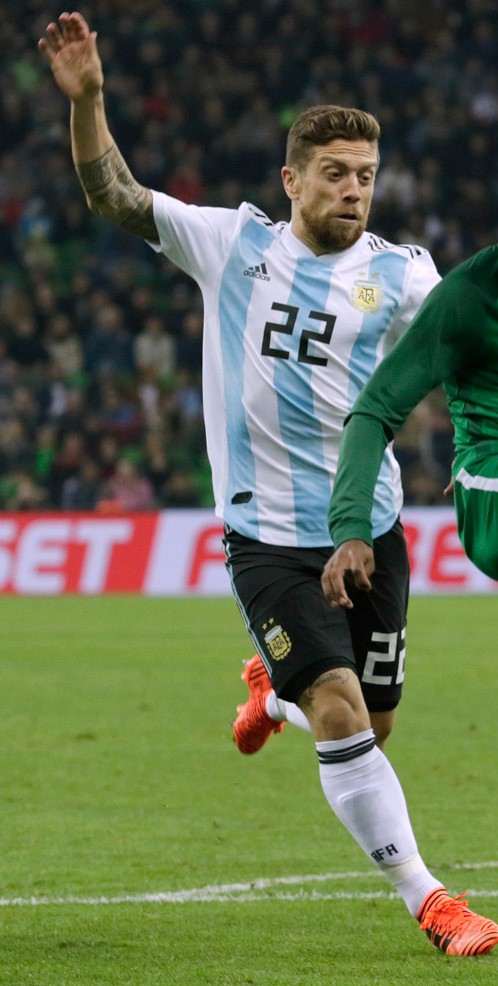
Gómez spelend voor Argentinië tegen Nigeria in 2017

Gómez debuteerde op 6 juli 2007 voor Argentinië onder 20, tegen de leeftijdsgenoten van Noord-Korea op het WK onder 20. Deze wedstrijd werd gewonnen dankzij een doelpunt van Agüero. Gómez kreeg ook speeltijd in de achtste finale tegen Polen onder 20 (3–1 winst). Argentinië won uiteindelijk het toernooi door in de finale de leeftijdsgenoten van Tsjechië met 1–2 te verslaan. In juni 2009 speelde Gómez nog drie wedstrijden voor Argentinië onder 20, oefeninterlands tegen Nederland, Egypte en de Verenigde Arabische Emiraten. Tegen Egypte was hij trefzeker.
Op 20 mei 2017 werd Gómez door bondscoach Jorge Sampaoli voor het eerst geselecteerd voor het Argentijns voetbalelftal, voor de wedstrijden tegen Brazilië en Singapore. Hij bleef in de wedstrijd tegen Brazilië op de bank, maar debuteerde op 13 juni 2017 in de met 0–6 gewonnen oefeninterland tegen Singapore. Hij schoot die dag zelf de 0–3 binnen en gaf de assist bij de openingstreffer van Federico Fazio, voordat hij in de zeventigste minuut werd vervangen door Ignacio Martín Fernández. Later dat jaar speelde Gómez nog drie interlands, voordat hij bijna drie jaar niet meer werd geselecteerd voor het Argentijnse elftal. In oktober 2020 keerde hij terug in de Argentijnse selectie en een maand later speelde hij één minuut mee in de WK-kwalificatiewedstrijd tegen Peru.
| Interlands van Alejandro Gómez voor Argentinië | Interlands van Alejandro Gómez voor Argentinië | Interlands van Alejandro Gómez voor Argentinië | Interlands van Alejandro Gómez voor Argentinië | Interlands van Alejandro Gómez voor Argentinië | Interlands van Alejandro Gómez voor Argentinië |
| №                                              | Datum                                          | Wedstrijd                                      | Uitslag                                        | Competitie                                     | Goals                                          |
| Als speler van Atalanta Bergamo                | Als speler van Atalanta Bergamo                | Als speler van Atalanta Bergamo                | Als speler van Atalanta Bergamo                | Als speler van Atalanta Bergamo                | Als speler van Atalanta Bergamo                |
| ---------------------------------------------- | ---------------------------------------------- | ---------------------------------------------- | ---------------------------------------------- | ---------------------------------------------- | ---------------------------------------------- |
| 1.                                             | 13 juni 2017                                   | Singapore – Argentinië                         | 0 – 6                                          | Vriendschappelijk                              | 60'                                            |
| 2.                                             | 6 oktober 2017                                 | Argentinië – Peru                              | 0 – 0                                          | Kwalificatie WK 2018                           |                                                |
| 3.                                             | 11 november 2017                               | Rusland – Argentinië                           | 0 – 1                                          | Vriendschappelijk                              |                                                |
| 4.                                             | 14 november 2017                               | Argentinië – Nigeria                           | 2 – 4                                          | Vriendschappelijk                              |                                                |
| 5.                                             | 18 november 2020                               | Peru – Argentinië                              | 0 – 2                                          | Kwalificatie WK 2022                           |                                                |

## Erelijst
| Competitie                     |                    |                    |                    |                    |
| Competitie                     | Aantal             | Jaren              |                    |                    |
| Arsenal de Sarandí             | Arsenal de Sarandí | Arsenal de Sarandí | Arsenal de Sarandí | Arsenal de Sarandí |
| ------------------------------ | ------------------ | ------------------ | ------------------ | ------------------ |
| CONMEBOL Sudamericana          | 1x                 | 2007               |                    |                    |
| Suruga Bank Championship       | 1x                 | 2008               |                    |                    |
| Sevilla                        |                    |                    |                    |                    |
| UEFA Europa League             | 1x                 | 2022/23            |                    |                    |
| Argentinië –20                 |                    |                    |                    |                    |
| FIFA WK onder 20               | 1x                 | 2007               |                    |                    |
| Argentinië                     |                    |                    |                    |                    |
| FIFA-wereldkampioenschap       | 1x                 | 2022               |                    |                    |
| CONMEBOL Copa América          | 1x                 | 2021               |                    |                    |
| CONMEBOL–UEFA Cup of Champions | 1x                 | 2022               |                    |                    |

1 Armani ·
2 Foyth ·
3 Tagliafico ·
4 Montiel ·
5 Paredes ·
6 Pezzella ·
7 De Paul ·
8 Acuña ·
9 Álvarez ·
10 Messi  ·
11 Di María ·
12 Rulli ·
13 Romero ·
14 Palacios ·
15 Correa ·
16 Almada ·
17 Gómez ·
18 Rodríguez ·
19 Otamendi ·
20 Mac Allister ·
21 Dybala ·
22 La. Martínez ·
23 E. Martínez ·
24 Fernández ·
25 Li. Martínez ·
26 Molina ·
Coach: Scaloni